# Torrent de Bosoms (Guixers)
El Torrent de Bosoms, o Torrent de Bussons, és un afluent per l'esquerra de l'Aigua de Valls, a la Vall de Lord, el curs del qual transcorre íntrgrament pel terme municipal de Guixers.
Neix a 1.246 msnm, al vessant oriental del Tossal de la Viuda, pràcticament a la carena de la Serra dels Bastets. Durant els primers 150 m. del seu curs avança en direcció a l'est fins que arriba al Grauet on tomba cap al nord, direcció predominant que mantindrà durant la resta del seu curs tot baixant el vessant septentrional de l'esmentada Serra dels Bastets travessant el Bosc de Bosoms i deixant a la seva esquerra la masia d'Aiguaviva i la casa Saragossa. Entra a l'Aigua de Valls a 815 m. d'altitud.
Tota la seva conca està integrada en el Pla d'Espais d'Interès Natural (PEIN) de la Generalitat de Catalunya i més concretament en l'espai Serres de Busa-Els Bastets-Lord

## Perfil del seu curs
| metres de curs  | 0     | 250   | 500   | 750  | 1.000 | 1.250 | 1.500 | 1.694 |
| --------------- | ----- | ----- | ----- | ---- | ----- | ----- | ----- | ----- |
| Altitud (en m.) | 1.246 | 1.148 | 1.000 | 917  | 852   | 837   | 823   | 815   |
| % de pendent    | -     | 39,2  | 59,2  | 33,2 | 26,0  | 6,0   | 5,6   | 4,1   |

## Xarxa hidrogràfica
La xarxa hidrogràfica del Torrent de Bosoms està constituïda per 9 cursos fluvials. D'aquests, 8 són tributaris de 1r nivell de subsidiarietat. La totalitat de la xarxa suma una longitud de 4.230 m.